# Asilo Filangieri
L'Asilo Ugo Filangieri è un palazzo storico di Napoli situato nel quartiere di San Lorenzo.

## Storia
Nel 1572 una fabbrica per l'esercizio di arti e mestieri apparteneva già al convento di San Gregorio Armeno dove vissero le religiose benedettine. Nel primo dopoguerra, l'edifizio fu acquistato dalla Contessa Giulia Filangieri di Candida che ne destinò l'utilizzo a convitto per giovani orfani e non solo, dal momento che nell'immediato dopoguerra ha ospitato molti ragazzi proveniente da famiglie meno abbienti, durante tale corso l'attività si è caratterizzata come un collegio, dove peraltro si sono formati moltissimi giovani che avevano anche dato vita ad un'associazione di ex allievi, purtroppo dopo il terremoto del 1980, l'asilo fu abbandonato del tutto.
Nel 2012 l'edificio è stato occupato da un collettivo di operatori dello spettacolo e della cultura in segno di protesta contro il restauro e nuovo abbandono dei locali che avrebbero dovuto ospitare la sede del Forum delle Culture 2014, mai partito. Oggi il collettivo si è sciolto in una comunità aperta e dai confini non delimitati che è affidataria dell'immobile all'interno del quale vengono svolte attività culturali e sociali senza scopo di lucro.
Sarebbe bene ricordare l'attività primaria dell'Istituto Asilo Ugo Filangieri che per anni ha contribuito nell'educazione di centinaia di ragazzi.